# Pucov (Repubblica Ceca)
Pucov (in tedesco Putzow) è un comune della Repubblica Ceca facente parte del distretto di Třebíč, nella regione di Vysočina.